# ᴋ
Cette page contient des caractères spéciaux ou non latins. S’ils s’affichent mal (▯, ?, etc.), consultez la page d’aide Unicode.
Ne doit pas être confondu avec la lettre latine kra ‹ ĸ ›, la lettre cyrillique ka ‹ К к ›, la lettre grecque petite capitale kappa ‹ ᴋ › ou la lettre grecque kappa ‹ Κ κ ›.
ᴋ, appelé petite capitale K, est une lettre additionnelle de l’écriture latine qui est utilisée dans l’alphabet phonétique ouralien et a été utilisée dans le Premier traité grammatical islandais au Moyen Âge.

## Utilisation
Au Moyen Âge, l’auteur du Premier traité grammatical islandais a utilisé ‹ ᴋ › pour transcrire le c géminé.
Dans l’alphabet phonétique ouralien utilisé par Lagercrantz, ‹ ᴋ › représente une consonne occlusive vélaire sourde laxe, notée [ɡ̊] ou [k] avec l’alphabet phonétique international, par opposition à ‹ k › représentant une consonne occlusive vélaire sourde forte, notée [k], [kk] ou [kː] avec l’alphabet phonétique international.

## Représentations informatiques
La petite capitale K peut être représentée avec les caractères Unicode (Extensions phonétiques) suivants :
| formes    | représentations | chaînes de caractères | points de code | descriptions                              |
| --------- | --------------- | --------------------- | -------------- | ----------------------------------------- |
| minuscule | ᴋ               | ᴋ                     | U+1D0B         | lettre minuscule latine petite capitale k |